# Apamea cerivana
Apamea cerivana là một loài bướm đêm trong họ Noctuidae.